# Сталлоне, Сильвестр
Сильве́стр Гарде́нцио Сталло́не (англ. Sylvester Gardenzio Stallone /stəˈloʊn/; итал. [ɡarˈdɛntsjo stalˈloːne]; род. 6 июля 1946, Нью-Йорк, США) — американский актёр, кинорежиссёр, сценарист и продюсер. За свою актёрскую карьеру снялся более чем в 50 фильмах, в том числе в сериях фильмов «Рокки» (1976—2018), «Рэмбо» (1982—2019), «Неудержимые» (2010—2023) и «План побега» (2013—2019). К первым трём он также приложил руку в качестве сценариста, режиссёра и продюсера.
Номинант на премию «Золотой глобус» за роль Рокки Бальбоа в первом фильме и лауреат за роль в седьмом фильме. Трёхкратный номинант на премию «Оскар» за роль Рокки Бальбоа в первом и седьмом фильмах, а также за сценарий к первому фильму, лауреат премий «Сатурн», «Сезар» и «Critics’ Choice Movie Awards».
12 июня 2011 года за заслуги в популяризации бокса был введён в Международный зал боксёрской славы.

## Биография
Родился 6 июля 1946 года в Нью-Йорке, на западной стороне Мидтауна на Манхэттене, в районе Адская кухня. Его отец, парикмахер Фрэнк Сталлоне-старший (англ. Francesco „Frank“ Stallone, Sr., 1919—2011), — иммигрант из Сицилии; мать, Жаклин Лейбофиш (1921—2020). Роза Лейбофиш (Ламлец), прабабушка Сильвестра Сталлоне, родилась в Одессе.
Отец Сталлоне, Фрэнк, был известен своим буйным нравом, а также как большой любитель женщин. Мать Сталлоне, Жаклин — дочь известного[уточнить] вашингтонского адвоката Джона Пола Лейбофиша (1891—1956) — выступала на сцене в «Даймондз-Хорсшу-Клаб» Билли Роуза. В середине 1980-х годов Жаклин посещала СССР и виделась с Михаилом Горбачёвым.
В 15 лет Сталлоне, первоначально оставленный с отцом после развода родителей, переехал к матери и стал учиться в специальной школе для трудных подростков.
Затем он учился в Американском колледже Швейцарии, при этом подрабатывал тренером и играл в театре. Вернувшись в США, он пошёл изучать драматическое искусство в университете Майами. Закончив учёбу на актёрском факультете, вернулся в Нью-Йорк и принимал участие в небольших театральных постановках. Сталлоне удалось сыграть в нескольких фильмах и двух телесериалах, после чего последовала картина «Рокки» (1976), к которой он написал сценарий и продал его с условием своего участия в главной роли. За этот фильм Сталлоне получил по две номинации на премии «Оскар», «Золотой глобус» и BAFTA.
Продолжения «Рокки» закрепили его успех и популярность; при этом он участвовал в написании сценариев всех восьми частей. После третьей части «Рокки» Сталлоне приступил к сюжету «Рэмбо» по одноимённой книге Дэвида Морелла, где его роль Рэмбо тоже стала культовой. Его три части тоже имели успех, однако не такой, как «Рокки». Вторая часть даже получила «Золотую малину» в номинациях «худший сюжет», «худший актёр», «худший противник» и «худший фильм года».
После таких кассовых хитов, как «Рокки 4», «Кобра» и «Рэмбо-3», последовала череда куда менее успешных картин: «Изо всех сил», «Взаперти», «Стой! Или моя мама будет стрелять». Но фильмы «Разрушитель» и «Специалист» вернули его к славе.
3 ноября 2023 года, онлайн-кинотеатр Netflix выпустил документальный фильм «Слай Сталлоне», посвящённый жизни и творческому пути Сталлоне.

## Личная жизнь
Младший брат — певец и актёр Фрэнк Сталлоне, известный по эпизодическим ролям в фильме «Гудзонский ястреб» и серии фильмов «Рокки».
28 декабря 1974 года Сильвестр женился на американской актрисе Саше Зак (англ. Sasha Czack). Брак закончился разводом 14 февраля 1985 года. В этом браке родились два сына: Сейдж (1976—2012) и Серджо (англ. Seargeoh, род. 1979), страдающий аутизмом.
15 декабря 1985 года женился на 22-летней датской модели и актрисе Бригитте Нильсен. Через два года брак закончился разводом.
В мае 1997 года женился на американской модели Дженнифер Флавин, которая младше Сталлоне на 22 года. В этом браке, третьем по счёту, родились три дочери: София (1996), Систин (1998) и Скарлетт (2002).

### Увлечения
С давних времён Сильвестр Сталлоне является фанатом английского футбольного клуба «Эвертон». В седьмой по счёту части франшизы про Рокки «Крид: Наследие Рокки» Сталлоне внедрил в процесс съёмок своего «одноклубника», британского боксёра Тони Белью.
Также одним из хобби актёра является коллекционирование ножей.
Увлечение рисованием на холсте, по словам актёра, стало хорошим средством психотерапии. По мнению искусствоведов стиль его творчества можно обозначить как «абстрактный экспрессионизм». На основе 36 его полотен периода с 1975 по 2013 год в Санкт-Петербурге в Михайловском замке Русского музея в конце 2013 года была устроена выставка.

### Взгляды и убеждения
В декабре 2016 года избранный президент США Дональд Трамп предложил Сталлоне пост председателя Национального фонда искусств, но тот отказался, сославшись на желание работать над проблемами, связанными с ветеранами.

## Избранная фильмография
Полный список работ Сталлоне в кино и на телевидении см. на странице Фильмография Сильвестра Сталлоне. В данном разделе представлен список лишь тех работ Сталлоне, в которых его роли являются главными сюжетно (центральный протагонист или антагонист) и/или расположены на первом месте в титрах.
| - 1970 — «Итальянский жеребец» - 1971 — «Бананы» - 1973 — «Негде скрыться» - 1974 — «Лорды из Флэтбуша» - 1976 — «Рокки» - 1978 — «Кулак» - 1978 — «Адская кухня» - 1979 — «Рокки 2» - 1981 — «Ночные ястребы» - 1981 — «Бегство к победе» - 1982 — «Рокки 3» - 1982 — «Рэмбо: Первая кровь» - 1984 — «Горный хрусталь» - 1985 — «Рэмбо: Первая кровь 2» - 1985 — «Рокки 4» - 1986 — «Кобра» - 1987 — «Изо всех сил» - 1988 — «Рэмбо III» - 1989 — «Взаперти» - 1989 — «Танго и Кэш» - 1990 — «Рокки 5» - 1991 — «Оскар» - 1992 — «Стой! Или моя мама будет стрелять» - 1993 — «Скалолаз» - 1993 — «Разрушитель» - 1994 — «Специалист» - 1995 — «Судья Дредд» - 1995 — «Наёмные убийцы» - 1996 — «Дневной свет» - 1997 — «Полицейские» - 2000 — «Убрать Картера» | - 2001 — «Гонщик» - 2002 — «Детоксикация» - 2002 — «Ангел мести» - 2003 — «Дети шпионов 3: Игра окончена» - 2004 — «Ловкие руки» - 2006 — «Рокки Бальбоа» - 2008 — «Рэмбо IV» - 2010 — «Неудержимые» - 2012 — «Неудержимые 2» - 2013 — «Неудержимый» - 2013 — «План побега» - 2013 — «Забойный реванш» - 2014 — «Неудержимые 3» - 2014 — «Режиссёрское кресло» - 2014 — «Достань меня, если сможешь» - 2015 — «Крид: Наследие Рокки» - 2017 — «Стражи Галактики. Часть 2» - 2018 — «План побега 2» - 2018 — «Крид 2» - 2018 — «Точка возврата» - 2019 — «План побега 3» - 2019 — «Рэмбо: Последняя кровь» - 2022 — «Самаритянин» - 2022—2024 — «Король Талсы» (сериал) - 2023 — «Стражи Галактики. Часть 3» - 2023 — «Неудержимые 4» - 2023 — «Арнольд» (сериал) - 2023 — «Слай Сталлоне» - 2024 — «Непробиваемые» - 2025 — «Аларум» |